# Carmen Aymerich Barbany
Carmen Aymerich Barbany (Barcelona, 1915-ibídem, 5 de febrero de 2001) fue una maestra y pedagoga catalana.

## Biografía
Carmen Aymerich Barbany formó parte, desde muy joven, de algunas de las instituciones más significativas de la renovación pedagógica catalana. Asiste a la escuela Mutua Escolar Blanquerna que dirigía Alexandre Galí, en la década de los veinte. También cursó estudios en la Escuela Normal de la Generalidad de Cataluña. De la pléyade de excelentes profesores que había en aquel centro, Aymerich destacaba a Artur Martorell y su sensibilidad para profundizar en el cultivo de la literatura. Aquel centro influyó poderosamente en la trayectoria de Aymerich y en los últimos años de su vida participó activamente en la Asociación de Antiguos Alumnos de la Normal de la Generalidad. Carmen Aymerich se interesó bien pronto por la educación del alumnado con necesidades educativas especiales. Entró en contacto con otra figura importante de la educación y la psicología catalana, el Dr. Jeroni de Moragas, que dirigía un centro propio en los años de la posguerra, en los que se continuaba trabajando con los métodos que en la etapa republicana se habían ido extendiendo en las escuelas de Cataluña, como los métodos Decroly y Montessori.
En la década de los cincuenta, Carmen Aymerich se introduce en los círculos del Escultismo, la Hermandad de Chicas Guías. Con otras compañeras viajan a París donde conoce a miembros de Guides de France y su publicación Jours de Vie, Jours de Fête, que será para ella una gran fuente de influencia pedagógica. Un año más tarde, en 1959, gana las oposiciones del Ayuntamiento de Barcelona para ejercer en la Escuela de “Villa Joana” de Vallvidrera, una escuela de educación especial. Paralelamente, cursa estudios de expresión en diferentes países europeos (Austria, Inglaterra, Francia...).
Tanto el escultismo como su experiencia previa con niños y niñas con necesidades educativas especiales hacen crecer en Carmen Aymerich la convicción de la importancia de la expresión en la educación de las personas. Esta convicción, junto con una gran capacidad para movilizar personas y grupos hacen de Carmen Aymerich una gran formadora en este campo, tradicionalmente menospreciado en la educación escolar. Imparte cursos de todo tipo para maestros y colabora en la reanudación de la Escuela de Verano que la Asociación Rosa Sensat vuelve a instaurar a pesar de las dificultades.
En el año 1969 obtiene el premio “Antoni Balmanya” con la obra “La expresión, medio de desarrollo” que sería una obra de referencia durante muchos años, en el campo de la pedagogía de la expresión en la escuela. La escribe con su hermana Maria, con quien comparte escritos, inquietudes y maestrías. Un año más tarde, funda el centro de expresión, de carácter privado, “Cedro” que conducirá hasta su jubilación.
El prestigio de Aymerich como pedagoga terapéutica en el centre Villa Joana y como formadora, hacen que el Ayuntamiento le pida liderar un nuevo centro a partir de las perspectivas que había ido introduciendo. Se crea en 1974, la Escuela de Expresión y Psicomotricidad. Un centro pionero, como lo fue también el hecho de que la escuela fuera autorizada por el Ministerio de Educación y Ciencia del momento, para impartir educación a distancia. Maria Aymerich y Mireia Bassols se incorporan al proyecto. Carmen Aymerich lo dirigió hasta su jubilación, en 1985.
Carmen Aymerich también destacó en los trabajos de expresión en el campo de la psiquiatría y tuvo una enorme capacidad para establecer colaboraciones con todo tipo de entidades e instituciones. En 1991 la Generalidad de Cataluña le otorgó la Cruz de Sant Jordi y el año siguiente fue homenajeada en el Salón de Ciento del Ayuntamiento de Barcelona.

## Obras
- La expresión, medio de desarrollo (1967) con su hermana Maria Aymerich Barbany
- Por un lenguaje expresivo del niño (1983)
- Signos de la comunicación: gesto, verbo y grafía (1985)
- La expresión de la información: oral, escrita y no verbal (1996)